# Nicholas Kurti
Dans le nom hongrois Kürti Miklós, le nom de famille précède le prénom, mais cet article utilise l’ordre habituel en français Miklós Kürti, où le prénom précède le nom.
 (novembre 2020).
Si vous disposez d'ouvrages ou d'articles de référence ou si vous connaissez des sites web de qualité traitant du thème abordé ici, merci de compléter l'article en donnant les références utiles à sa vérifiabilité et en les liant à la section « Notes et références ».
Nicholas Kurti, né Miklós Kürti le 14 mai 1908 à Budapest (Autriche-Hongrie) et mort le 24 novembre 1998 à Oxford (Angleterre), est un physicien britannique d'origine hongroise qui vécut à Oxford. 
Il est célèbre pour être l'un des pères, avec Hervé This, de la gastronomie moléculaire, science de l'étude des phénomènes culinaires.

## Biographie
Miklós Kürti commence ses études au Lycée Minta à Budapest. Mais de confession juive, il est contraint de quitter la Hongrie sous le régime antisémite de l'amiral Horthy. Réfugié en France puis en Allemagne, il obtient son master à l'Université de la Sorbonne, à Paris, puis son doctorat en cryogénie à Berlin, où il travaille aux côtés du professeur Franz Simon. Avec l'arrivée d'Adolf Hitler au pouvoir, Kürti et Simon quittent l'Allemagne et rejoignent le Clarendon Laboratory à l'université d'Oxford, en Angleterre.
Durant la Seconde Guerre mondiale, il travaille sur le projet de la bombe atomique et retourne à Oxford dès 1945. En 1956, Simon et Kurti réalisent une expérience en laboratoire qui atteint la température d'un microkelvin (il faut savoir que 0 kelvin représente le zéro absolu, température la plus basse dans l'Univers, soit −273,15 °C). Ce travail valut à Kurti de devenir membre de la Royal Society ; de 1965 à 1967, il en est vice-président.
Il devient ensuite professeur de sciences physiques à Oxford en 1967, poste qu'il occupe jusqu'à sa retraite en 1975. Il était également professeur occasionnel au City College of New York, à l'université de Californie à Berkeley (Californie, États-Unis) et à l'Amherst College of Massachusetts.
Fin gourmet et fervent amateur de cuisine, il donne en 1969 une conférence à la Royal Society intitulée The physicist in the kitchen (« Le physicien dans la cuisine »). En 1985, il rencontre le physico-chimiste français Hervé This avec qui il invente la discipline de la  « gastronomie moléculaire et physique » qui sera renommée après sa mort en 1998 « gastronomie moléculaire ». Il organise de nombreux colloques internationaux de gastronomie moléculaire à Erice en Sicile, colloques aujourd'hui rebaptisés de son nom.
Il a également donné son nom au Nicholas Kurti European Prize, prix décerné par l'université d'Oxford aux jeunes chercheurs européens travaillant sur la cryogénie et sur les champs magnétiques.

## Publication
- (en) But the Crackling is Superb : An Anthology on Food and Drink by Fellows and Foreign Members of The Royal Society of London  (ISBN 0-7503-0488-X)